# Biff Hannon
J. T. „Biff“ Hannon (* um 1950; † 20. Februar 2025 in Peterborough (Ontario)) war ein US-amerikanischer Jazz- und Studiomusiker (Piano, auch Keyboard, Synthesizer).

## Wirken
Hannon studierte an der Eastman School of Music, wo er sowohl den Bachelor- als auch den Masterabschluss machte.
Hannon spielte ab Mitte der 1970er-Jahre in den Bands von Buddy Rich und Maynard Ferguson, mit denen er auf Tournee ging. Zu hören ist er auf den Ferguson-Alben New Vintage, Conquistador und Carnival. 21 Jahre lang gehörte er als Solist zum Orchester von Doc Severinsen, dem er auch bei der Leitung des Ensembles assistierte. Weitere Aufnahmen entstanden 1979 mit der Fusion-Formation Auracle (mit der er 1979 das Album City Slickers auf Chrysalis Records vorlegte), außerdem mit dem Jeff Hamilton Quintet (Indiana, 1982) und dem Bill Reichenbach Quartet (1984, mit Jimmy Johnson und Peter Erskine). Im Trio von Mat Marucci (mit Frank DeLaRosa) entstand das Album Body and Soul, das 1991 bei Timeless Records erschien.  Als Sessionmusiker war er bis in die 1990er-Jahre auch an Aufnahmen von Mark Colby, Teo Macero, Jeff Tyzik, Rich Szabo und Jim Pugh sowie für die TV-Serie Sesamstraße (Sesam Disco!, 1979) beteiligt. Auch dirigierte er die Sinfonieorchester von Atlanta, Seattle, Detroit und Milwaukee.
Zuletzt lebte Hannon in Peterborough, wo er auch mit seiner Lebensgefährtin, der Sängerin Donna Collison, auftrat. Im Bereich des Jazz war er laut Tom Lord zwischen 1977 und 2000 an 23 Aufnahmesessions beteiligt. Er ist auch auf Aufnahmen von Nancy Wilson, Xebron, dem London Symphony und dem National Repertory Orchestra zu hören.